# Santa María de Buil

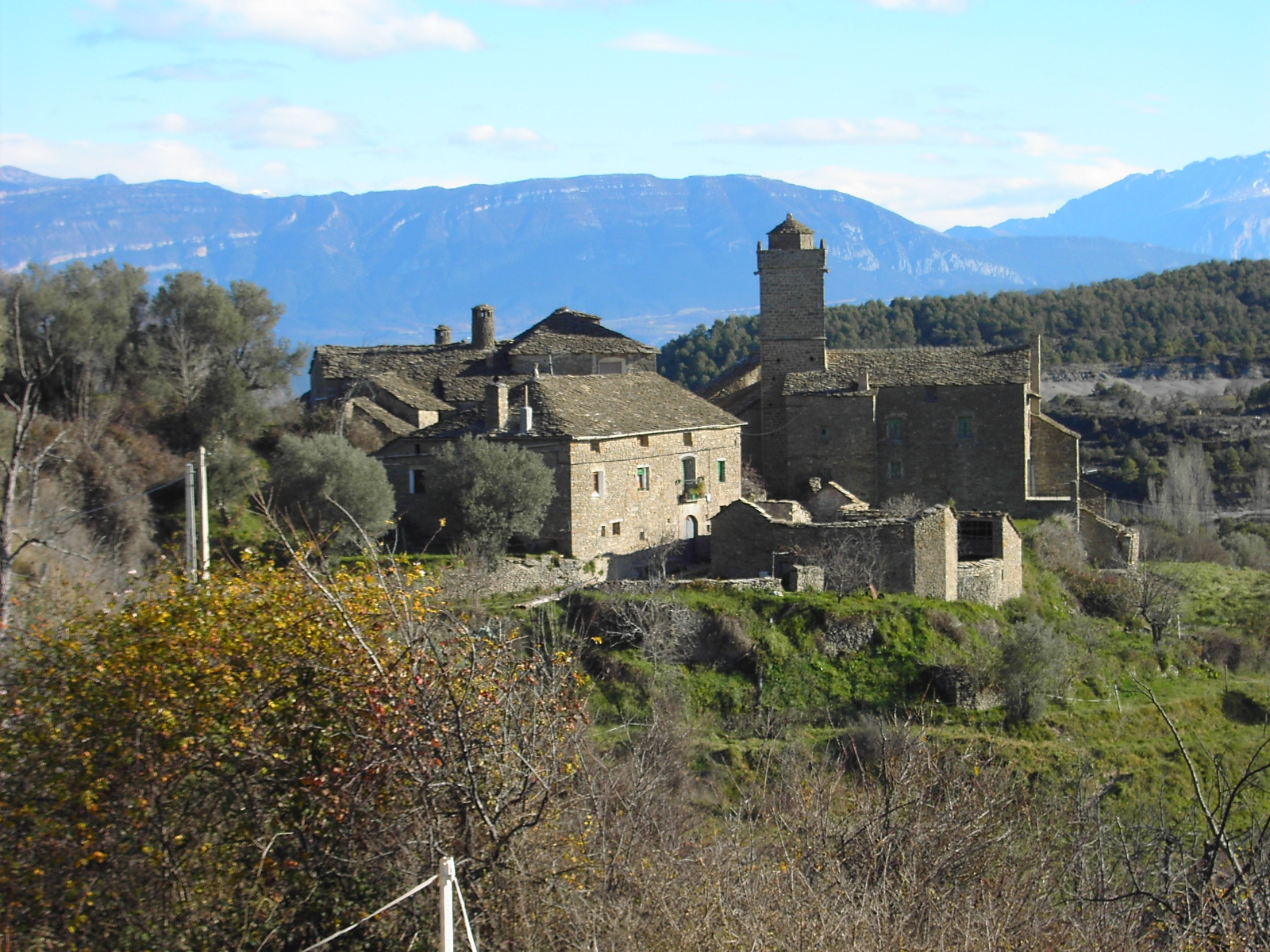
Vista general

Santa Maria de Buil (també escrit Boïl en català) és un antic municipi de la comarca del Sobrarb a la província d'Osca a l'Aragó. Actualment depèn de l'ajuntament de Aínsa-Sobrarbe.

## Població
Situada a l'altiplà de Buil, a 911 m d'altitud, Santa Maria de Buil està composta per un barri i 11 llogarets; aquestes són: San Martín, La Ripa, La Lecina, Gabardilla, Urriales, Linés', La Capana, Bruello, coronetes , Sarratiás, el Serrato, Pelegrín i Puibayeta, el barri és Sarratillo.
Dels 9 habitants que tenia el 1991 va passar a 31 el 1999, i va baixar a 28 el 2010.

## Història

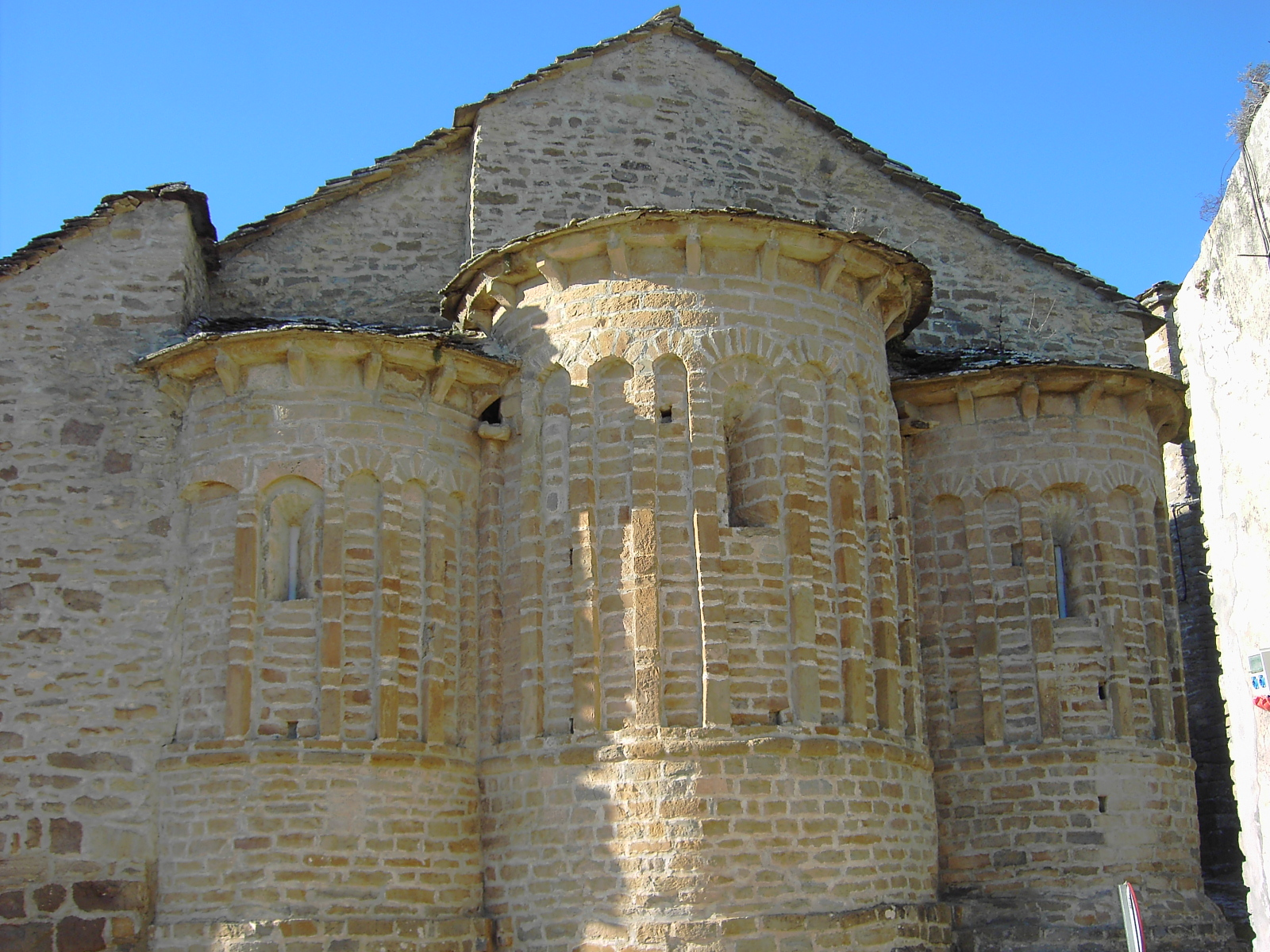
Triple Abside de San Martín de Buil

La importància històrica d'aquest emplaçament es remunta als segles X i XI, on sembla que va ostentar la capitalitat del llavors Comtat de Sobrarbe fins que es va conquistar Aínsa (o Aïnsa) (algunes fonts assenyalen que Aínsa no va estar sota poder musulmà). El 1006 Abd al-Malik va prendre el castell de Buil, que passaria de nou a mans cristianes al segle xii sota el comandament de la família García Aznar.
La importància estratègica de Buil es devia a la seva ubicació just a la línia que separava els regnes cristians dels musulmans. Sanç Garcés III de Pamplona va situar en aquest lloc el cap del districte militar de la defensa d'aquesta frontera.

## Arquitectura
Entre les seves construccions destaca superbament l'església romànica de San Martín, del segle xi, declarada Monument Nacional.
Amb la seva planta basilical i els seus tres naus voltades a diferents altures que es tanca amb un absis triple, fan d'aquest recinte religiós un dels més rellevants de la comarca. La torre pòrtic i tribuna, de model llombard, datada cap a 1070, se situa als peus de l'església adossada al seu mur occidental. La capçalera, decorada amb tosques lesenes i arcuacions cegues, recorda al romànic gallec.
Es mostra una diferència entre l'arquitectura de l'absis triple de la capçalera i de la resta de la construcció a l'haver estat els absis renovats a finals del segle xi. Al segle xviii van convertir el seu interior en una sola nau mitjançant l'eliminació de columnes. Conserva l'altar major original de grans carreus amb cantonades en motllura